# Claudio Antolín Williman Gonsález
Claudio Antolín Williman González (Montevideo, 1861 - ibidem, 1934), fou un advocat, docent i polític uruguaià. Militant del Partit Colorado, va exercir la presidència de la República durant els anys 1907 i 1911.
Revolucionari del Quebracho, es va graduar de jurisconsult l'any 1888.
Va combatre militarment l'aixecament blanc de 1904.
Durant el seu mandat, de signe marcat conservador, va reforçar el poder judicial, va crear els ministeris d'Obres Públiques i d'Indústria i va aconseguir que el país reprengués la senda constitucional.
Va aconseguir acordar amb l'Argentina els límits del Riu de la Plata i amb el Brasil els límits de la Llacuna Merín.